# Posto administrativo
O posto administrativo constituía um tipo de divisão administrativa do antigo Ultramar Português e constitui, ainda hoje, uma divisão administrativa de Moçambique e de Timor-Leste

## Ultramar Português
Durante o século XX, o posto administrativo constituiu a menor divisão administrativa da maioria dos territórios ultramarinos de Portugal. 
Cada posto administrativo era dirigidos por um funcionário público, com habilitações especiais, que era designado "chefe de posto". No território do seu posto administrativo, o chefe de posto exercia uma autoridade alargada, com competências administrativas, policiais, sanitárias, fiscais, estatísticas, geográficas, cadastrais, notariais e judiciais. Cada posto administrativo ainda poderia incluir subdivisões que correspondiam às áreas de autoridade de chefes tradicionais locais, subordinados aos chefes de posto. Os postos administrativos podiam estar integrados em concelhos ou circunscrições, de cujo magistrado administrativo dependia o chefe de posto. Alguns postos administrativos agrupavam áreas administradas por autoridades tradicionais locais, com várias designações. 
Como divisão administrativa, os postos administrativos situavam-se, aproximadamente, ao nível da freguesia, sendo criados em áreas que ainda não dispunham das condições de desenvolvimento económico e social para se constituirem como autarquia local. Ao atingirem essas condições, os postos administrativos poderiam ser transformados em freguesias com os respetivos órgãos representativos locais.
Em 1975 existiam postos administrativos em Angola, Guiné Portuguesa, Moçambique e Timor Português. Não existiam postos administrativos em Cabo Verde, Macau, São Tomé e Príncipe e Índia Portuguesa (antes de 1961), que tinham já a totalidade dos seus territórios divididos em freguesias.

## Moçambique
Atualmente, em Moçambique, os postos administrativos são as principais subdivisões dos distritos.  Esta designação era igualmente utilizada antes da independência, em 1975, sendo extintos numa das primeiras revisões administrativas do novo país, passando a ser designados por localidades.
Contudo, o escalão foi restabelecido em 1986.
Os postos administrativos são dirigidos por um secretário, equivalente ao chefe de posto de antes da independência.
Estas subdivisões podem ainda estar divididas em localidades, também dirigidas por secretários.

## Timor-Leste
No Timor-Leste, posto administrativo é uma divisão administrativa de segundo nível, atualmente existem 65 postos administrativos no país, estes postos administrativos estão subdivididos em sucos.[carece de fontes?]